# 番茄乾

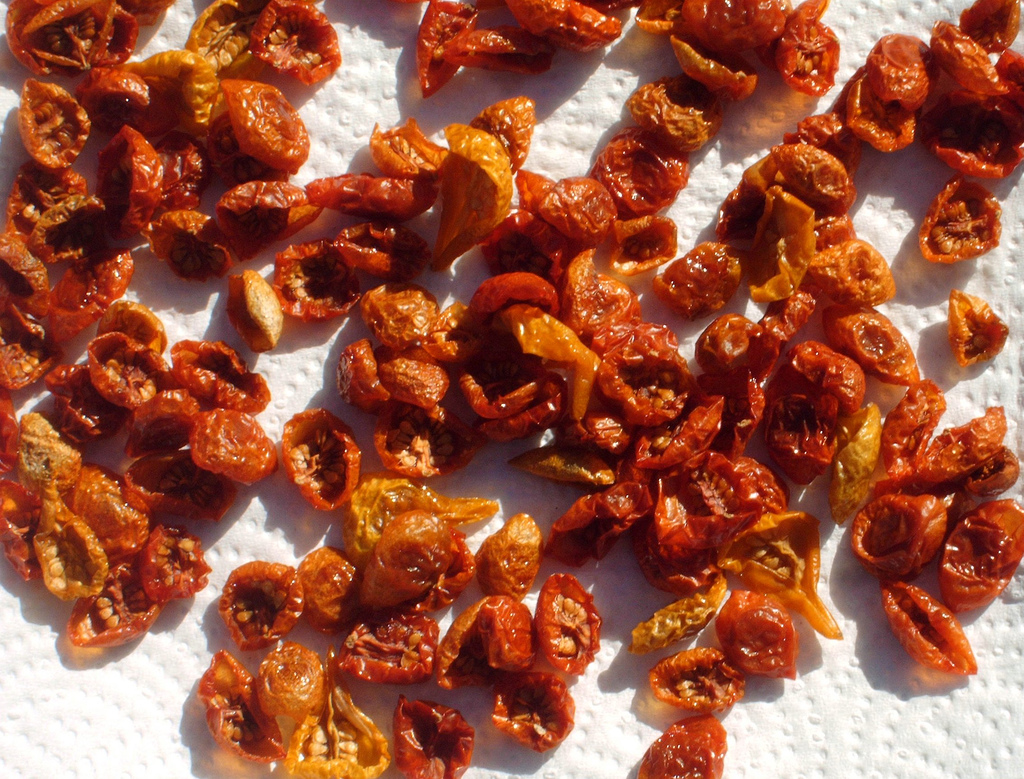
番茄乾

番茄乾是指長時間被太阳照射後失去水分的番茄果乾。番茄在照射前要先用二氧化硫或盐进行预处理，目的是讓番茄的外觀出現變化。 通常番茄要在阳光下晒4-10天才能讓水分徹底蒸發。 此時小番茄的重量只有曬乾前的22% ，而较大的番茄只有曬乾前的7%。因此制作一公斤的番茄乾需要8至14公斤的新鮮番茄。